# Rybna (dopływ Bystrzycy)
Rybna – potok górski, lewy dopływ Bystrzycy o długości 8,64 km.
Potok płynie w Sudetach Środkowych, w Górach Suchych, w woj. dolnośląskim. Jego źródła złożone z drobnych wycieków znajdują się na wysokości około 700 m n.p.m. poniżej Przełęczy Trzech Dolin. Potok w górnym biegu spływa przez niezalesione tereny w kierunku północnym, w Rybnicy Leśnej skręca na wschód i płynie głęboką, załamaną wąską doliną, oddzielającą Góry Wałbrzyskie od Gór Suchych, Następne przepływa przez Grzmiącą i uchodzi do Bystrzycy w miejscowości Głuszyca. W górnym i dolnym odcinku potok płynie wśród zabudowań. W środkowym odcinku płynie przez obszar Parku Krajobrazowego Sudetów Wałbrzyskich. Zbiera wody z północno-zachodnich zboczy Gór Suchych i południowych zboczy Gór Wałbrzyskich. Potok w większości swojego biegu nieuregulowany o wartkim prądzie wody.
W Rybnicy Leśnej wystąpił kaptaż Rybnej. Potok w wyniku intensywnej erozji wstecznej przedarł się przez wzniesienia oddzielające potok od dopływu Ścinawki, po dotarciu do potoku spływającego spod Przełęczy Trzech Dolin, Rybna przechwyciła źródliskowe potoki Ścinawki, zasilając w ten sposób swoje wody.